# Масанов, Нурболат Эдигеевич
Нурболат (Нурбулат) Эдигеевич Масанов (каз. Нұрболат Едігеұлы Масанов; 20 апреля 1954, Караганда — 5 апреля 2006, Алма-Ата) — казахстанский историк, политолог и общественный деятель. Доктор исторических наук, профессор Казахского государственного университета, директор Казахского научно-исследовательского института по проблемам культурного наследия номадов.

## Биография
В 1976 году окончил исторический факультет КазГУ им. Кирова. В 1976—1986 годы работал в Институте истории, этнографии и археологии Академии наук Казахстана. В 1986 году перешел на работу в Президиум АН. В 1992 году защитил докторскую диссертацию по этнографии Институте этнографии им. Н. Н. Миклухо-Маклая на тему «Специфика общественного развития кочевников-казахов в дореволюционный период: историко-экологические аспекты номадизма».
В 1992—1994 годах являлся доцентом кафедры истории Казахстана в Казахском государственном университете, в 1994—1998 г. — профессором кафедры Новой и новейшей истории и международных отношений там же.
В 1998 году был одним из инициаторов и учредителем Республиканской Народной партию Казахстана (вместе с Акежаном Кажегельдиным и Амиржаном Косановым).
В 2005 году возглавил вновь созданный Казахский научно-исследовательский институт по проблемам культурного наследия номадов при Министерстве культуры и информации Республики Казахстан.
Умер 5 октября 2006 года в Алматы. Похоронен на Кенсайском кладбище.

## Труды
- Налоговая политика царизма в Казахстане в 20-60-е годы XIX в. (социально-экономический анализ): Автореф. дисс. … канд. ист. наук / АН КазССР. ИИАЭ им. Ч. Ч. Валиханова. Алма-Ата, 1980. — 23 с.
- Проблемы социально-экономической истории Казахстана на рубеже XVIII-XIX веков. Алма-Ата: Наука, 1984. — 176 с.
- Социальная организация кочевого общества казахов // Вестник АН КазССР. 1984. № 4. — С. 25-38.
- Значение относительной концентрации и дисперсности в хозяйственной и общественной организации кочевых народов // Вестник МГУ. Серия 8. История. 1985. № 4. — С. 86-96 (в соавт. с Марковым Г.Е.).
- Типология скотоводческого хозяйства кочевников Евразии // Взаимодействие кочевых культур и древних цивилизаций. Алма-Ата, 1989. — С. 55-81.
- Специфика общественного развития кочевников-казахов в дореволюционной период: историко-экологические аспекты номадизма: Автореф. дисс. …д-ра ист. наук / АН СССР. Ин-т этнологии и антропологии. М., 1991. — 47 с.
- Кочевая цивилизация казахов: основы жизнедеятельности номадного общества. Алматы «Социнвест» — Москва «Горизонт», 1995. — 320 с.
- Научное знание и мифотворчество в современной историографии Казахстана. Алматы: Дайк-Пресс, 2007. — 276 с.(в соавт. с Абылхожиным Ж. Б., Ерофеевой И. В.).